# Robert Nickle (Militär)
Sir Robert Nickle, KH (* 12. August 1786; † 26. Mai 1855) war ein britischer Offizier und Kolonialgouverneur, sowie Major-General der Australian Defence Force.

## Leben
Nickle wurde auf See geboren. Sein Vater war Robert Nicholl, ein britischer Offizier der 17th Light Dragoons. Er wuchs in Schottland auf, trat früh der Armee bei und diente bei den Connaught Rangers in verschiedenen Regionen der Welt im Verlauf von mehr als 22 Jahren, wobei er viele schwere Aufgaben meisterte und hohes Ansehen für seinen Mut gewann.
In den 1830 kam Nickle auf die West Indies und wurde zum Gouverneur von St. Christopher und seiner Dependenzen ernannt. Im selben Jahr erhielt er den Ritterschlag als Knight of the Hanoverian Guelphic Order. Bald darauf kämpfte er in den Rebellionen von 1837 in British North America (1838) und wurde 1844 als Knight Bachelor auch in den britischen Ritterstand erhoben. 1853 wurde er zum Kommandanten der Forces in Australien ernannt und während der Krawalle an den Gold Diggings in 1854 erwies er große Weitsicht und Taktgefühl. Als er kurz nach der Eureka Stockade-Affäre am Ort des geschehens anlangte, wo Captain Thomas das Kommando für die Queen’s Troops hatte, erreichte er, dass die Aufständischen sich ohne weiteres Blutvergießen zerstreuten. Er starb im Alter von siebzig Jahren in Melbourne, Victoria, am 26. Mai 1855.